# Ройове
Ройове́ — село в Україні, у Кам'янопотоківській сільській громаді Кременчуцького району Полтавської області. Населення становить 171 осіб. Орган місцевого самоврядування — Кам'янопотоківська сільська рада.

## Населення

### Мова
Розподіл населення за рідною мовою за даними перепису 2001 року:
| Мова            | Кількість | Відсоток |
| --------------- | --------- | -------- |
| українська      | 145       | 84.79%   |
| російська       | 19        | 11.11%   |
| вірменська      | 5         | 2.92%    |
| румунська       | 1         | 0.59%    |
| інші/не вказали | 1         | 0.59%    |
| Усього          | 171       | 100%     |

## Географія
Село Ройове знаходиться на правому березі річки Дніпро, вище за течією на відстані 4 км розташоване село Чикалівка, нижче за течією на відстані 1 км розташоване село Успенка (Олександрійський район). Поруч проходить автомобільна дорога Н08.